# Mistura perfeita
Mistura perfeita é um termo amplamente usado em engenharia química em relação à definição de modelos que predizem o comportamento de reatores químicos. A mistura perfeita supõe que não há gradientes espaciais em um dado volume de controle (envelope físico), ou em outras palavras, não havendo variações espaciais das variáveis de estado, tal como:
- composições e concentração (com relação a quaisquer espécies químicas)
- temperatura
- potencial químico

O conceito de mistura perfeita permite a concepção de reatores do tipo:
- reator contínuo perfeitamente agitado;
- Reator em batelada ou descontínuo perfeitamente agitado;
- Reator semi-descontínuo perfeitamente agitado